# 11695 Mattei
11695 Mattei è un asteroide della fascia principale. Scoperto nel 1998, presenta un'orbita caratterizzata da un semiasse maggiore pari a 2,2342336 UA e da un'eccentricità di 0,0673408, inclinata di 6,52345° rispetto all'eclittica.
L'asteroide è dedicato all'astronoma turco-statunitense Janet Akyüz Mattei .